# Wieland Károly
Wieland Károly (Soroksár, 1934. május 1. – Weinheim, 2020. május 30.) világbajnok és olimpiai bronzérmes magyar kenus.

## Pályafutása
Az 1954-es síkvízi kajak-kenu világbajnokság férfi kenu kettes 10000 méteres számában Halmai Józseffel világbajnokok lettek. Az 1956. évi nyári olimpiai játékokon a férfi kenu kettes 1000 méteres versenyszámában Mohácsi Ferenccel bronzérmet szereztek.